# Roberto Etxebarria
Roberto Etxebarria Arruti (Éibar, Guipúzcoa, 6 de mayo de 1908-Éibar, 17 de febrero de 1981), conocido deportivamente como Roberto Arruti, fue un futbolista español que destacó, principalmente, en el Athletic Club. Además fue entrenador del Athletic Club en la temporada 1939-40.

## Biografía
Comenzó jugando en la Unión Deportiva Eibar cuando el terreno de juego era la Plaza de Unzaga. Después, pasó por el Deportivo Alavés. Se unió al Athletic Club de cara a la temporada 1928-29, donde permaneció hasta el estallido de la Guerra Civil en 1936. En el equipo bilbaíno disputó 217 partidos en ocho temporadas.   

### Guerra civil y fin de carrera
Con el conflicto civil se enrola en la Selección de Euzkadi, combinado nacional creado por el Gobierno Vasco con el fin de recaudar fondos en Europa para los refugiados vascos y realizar una labor propagandística en favor del Gobierno Vasco y la República. Echevarría coincide en esta selección con muchos de los mejores futbolistas vascos de la época como Luis Regueiro, Isidro Lángara o sus compañeros del Athletic Guillermo Gorostiza, Gregorio Blasco o "Txato" Iraragorri. La "Selección de Euzkadi" realiza una brillante gira por Europa disputando partidos amistosos. Tras caer Bilbao en manos franquistas los jugadores de la Selección de Euzkadi decidieron proseguir la gira en América. Sin embargo Echevarría, al igual que su compañero Gorostiza "desertaron" del equipo y regresaron a España, a la "zona nacional" tras aceptar una oferta de amnistía de las autoridades franquistas.  
Roberto Echevarría, que estaba recién casado, decidió volverse a Éibar. Estaba aquejado además de una grave lesión de espalda, que le tuvo meses en la cama y le obligó casi a colgar las botas.
Una vez recuperado y acabada la guerra, aceptó coger las riendas del Athletic Club como jugador-entrenador. Entrenó al Athletic durante una temporada,la 1939-40, la primera temporada tras la guerra. Fue una temporada de transición para el equipo vasco que contaba con una plantilla muy bisoña, ya que solo conservaba media docena de jugadores de antes de la guerra y el resto eran jóvenes debutantes.  A pesar de todo, logró una destacada tercera plaza en la Liga. No jugó esa temporada ni un solo minuto como jugador.  
En la temporada 1941-42 retomó su etapa como futbolista jugando para la Real Sociedad, donde se retiró al final de la temporada tras consumarse el descenso de Primera a Segunda División. Apenas jugó un par de partidos con la Real Sociedad.   

## Clubes
| Club             | País   | Año       |
| ---------------- | ------ | --------- |
| UD Eibarresa     | España | 1926-1927 |
| Deportivo Alavés | España | 1927-1928 |
| Athletic Club    | España | 1928-1936 |
| Real Sociedad    | España | 1941-1942 |

## Palmarés

### Campeonatos regionales
| Título                         | Club          | País   | Año  |
| ------------------------------ | ------------- | ------ | ---- |
| Campeonato Regional de Vizcaya | Athletic Club | España | 1929 |
| Campeonato Regional de Vizcaya | Athletic Club | España | 1931 |
| Campeonato Regional de Vizcaya | Athletic Club | España | 1932 |
| Campeonato Regional de Vizcaya | Athletic Club | España | 1933 |
| Campeonato Regional de Vizcaya | Athletic Club | España | 1934 |
| Copa Vasca                     | Athletic Club | España | 1935 |

### Campeonatos nacionales
| Título                          | Club          | País   | Año  |
| ------------------------------- | ------------- | ------ | ---- |
| Liga Española                   | Athletic Club | España | 1930 |
| Copa del Rey                    | Athletic Club | España | 1930 |
| Liga Española                   | Athletic Club | España | 1931 |
| Copa Presidente de la República | Athletic Club | España | 1931 |
| Copa Presidente de la República | Athletic Club | España | 1932 |
| Copa Presidente de la República | Athletic Club | España | 1933 |
| Liga Española                   | Athletic Club | España | 1934 |
| Liga Española                   | Athletic Club | España | 1936 |

## Selección nacional
Fue siete veces internacional con la selección española. Debutó el 22 de abril de 1928 en un empate a uno ante Italia.